# Revenu de base
Ne doit pas être confondu avec Revenu minimum, Salaire minimum, Capital universel ou Salaire à vie.

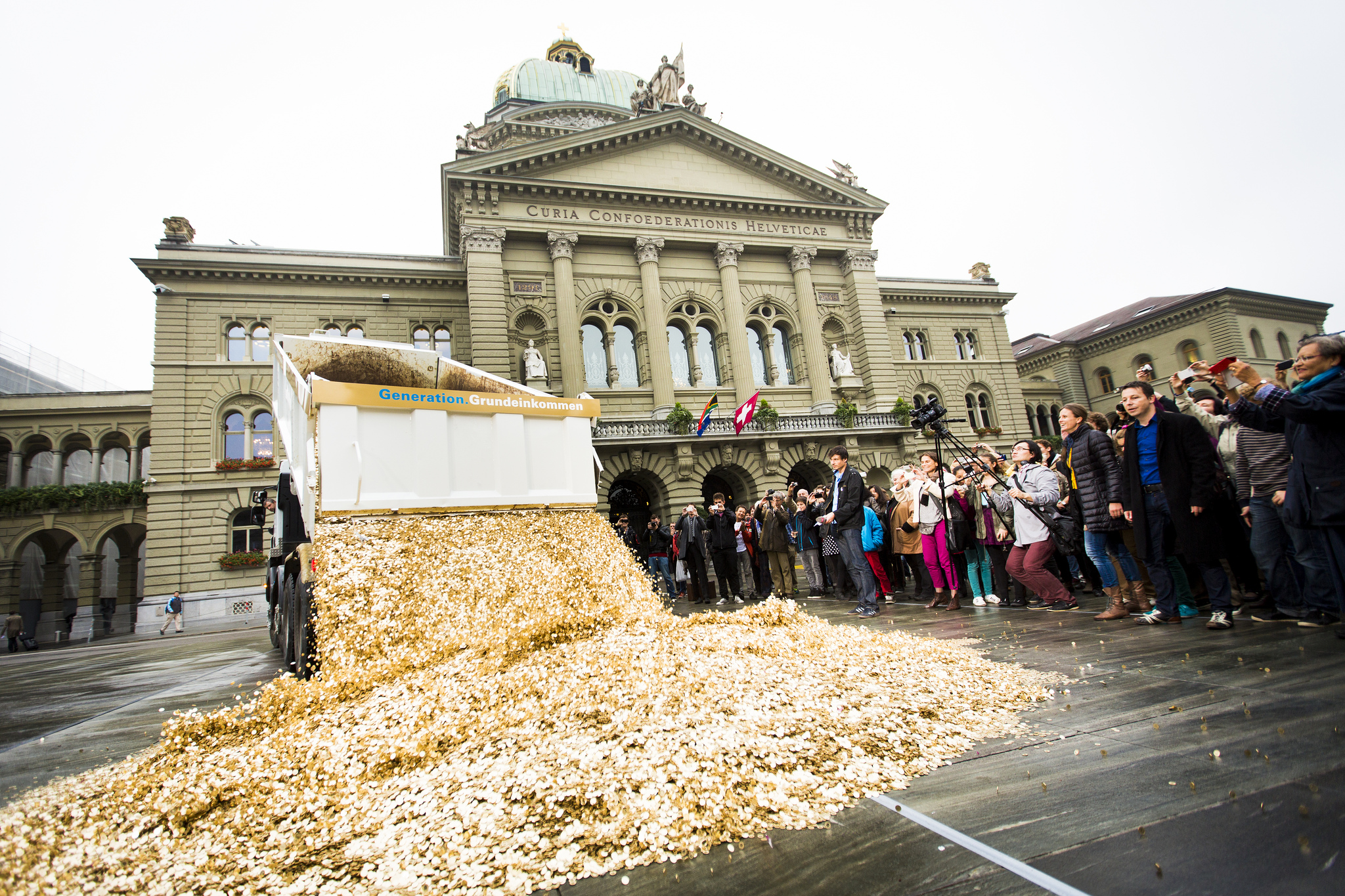
Le 4 octobre 2013 à Berne, des militants du revenu de base ont célébré le succès d'une initiative populaire qui a récolté plus de 125000 signatures de soutien à la tenue d'un référendum sur le revenu de base.

En juillet 2015 à Angoulême, entre une banque et un pôle emploi, le groupe ART112 propose une réflexion sur le capitalisme et le revenu de base.

Le revenu de base, encore appelé revenu d'existence, revenu universel ou allocation universelle, est une somme d'argent versée par une communauté politique à tous ses membres, de la naissance à la mort, sur une base individuelle, de façon inconditionnelle, sans contrôle des ressources ni exigence de contrepartie. Ce mode de fonctionnement économique est appliqué dans quelques pays ou à titre expérimental dans certaines zones.
Parmi les arguments invoqués pour sa mise en œuvre, on trouve les principes de liberté et d'égalité, la réduction voire l'élimination de la pauvreté, le combat pour des conditions de travail plus humaines, l'amélioration de l'éducation, la réduction de l'exode rural et des inégalités régionales. Le revenu de base peut aussi être justifié comme un dividende monétaire ou crédit social reçu par chacun lié à la propriété commune de la Terre et à un partage des progrès techniques reçus en héritage. Cette mesure permettrait aussi de lutter contre le chômage et d'améliorer la flexibilité du marché du travail en luttant contre les trappes à inactivité créées par les mesures de type revenu minimum ou les baisses de charges sur les bas salaires.
Cette forme de sécurité sociale est aussi appelée : « revenu universel », « revenu inconditionnel », « revenu inconditionnel suffisant », « revenu d'existence », « revenu minimum d'existence », « revenu social », « revenu social garanti », « allocation universelle », « revenu de vie », « revenu de citoyenneté », « revenu citoyen »,, « dotation inconditionnelle d'autonomie » ou « dividende universel ».

## Définitions
Certaines définitions du revenu de base sont plus restrictives et impliquent par exemple un montant minimum permettant de satisfaire les besoins primaires d'une existence, ou de remplacer les transferts sociaux. Ces termes sont parfois aussi repris pour des mesures qui, proches de l'impôt négatif sur le revenu, versent cette allocation selon la situation des ménages, ou qui incluent des contreparties, et qui ne sont donc pas des formes de revenu de base selon la définition du BIEN,,.
Elle est parfois confondue ou mise en opposition avec celle de « salaire à vie » (ou « salaire à la qualification personnelle ») imaginé initialement par Bernard Friot et promu notamment par le réseau salariat.
Le revenu de base a été expérimenté notamment au Canada, en Inde et en Namibie,. L'Alaska a mis en place l'Alaska Permanent Fund, une forme particulière de revenu de base financée par les revenus miniers et pétroliers de l'État. Le revenu de base est défendu au niveau mondial par des politiques allant des altermondialistes aux libéraux néoclassiques, des universitaires, des personnalités et des associations notamment regroupées au sein du BIEN.
Selon Liêm Hoang-Ngoc deux branches existent pour l'allocation universelle : une marxiste et une libérale ; la branche marxiste s'inspirerait de l'Introduction générale à la critique de l'économie politique, ouvrage dans lequel Karl Marx imagine le développement d'une société où l'humanité sera sortie du salariat et où les machines seules assureront la création de richesses, qui seront reversées sous la forme d'un « revenu socialisé universel ». La branche libérale considèrerait qu'il convient d'accorder une certaine somme d'argent aux citoyens, tantôt « filet de sécurité », tantôt « capital de départ », pour qu'ils puissent consommer et participer à la vie de la société. À chacun, ce faisant, d'organiser ses dépenses comme il l'entend.

## Histoire
Le sénateur brésilien Eduardo Matarazzo Suplicy (PT) cite comme ancêtres de ce concept Thomas More, l'auteur d'Utopia (1516), son contemporain Jean Louis Vivès dont la réflexion inspira les Poor Laws, l'Américain Thomas Paine, instigateur du salaire minimum de vie (SMIV), à l'époque de la révolution américaine, et l'Anglais Thomas Spence, qui mêla les réflexions de Paine à celles du socialiste utopique Charles Fourier. Dans son livre Agrarian Justice (1796), Paine évoqua l'idée d'une dotation inconditionnelle pour toute personne (homme ou femme) accédant à l'âge adulte et d'une pension de retraite inconditionnelle à partir de 50 ans. Il s'inspirait alors des expériences amérindiennes en matière de partage et d'attribution des terres. Selon lui, 

« les hommes n'ont pas créé la Terre. C'est la valeur des améliorations uniquement, et non la Terre elle-même, qui doit être la propriété individuelle. Chaque propriétaire doit payer à la communauté un loyer pour le terrain qu'il détient. »

Dans son conte L'Homme aux quarante écus de 1768, Voltaire imagine la valeur locative de l'ensemble des arpents du royaume répartie entre tous ses sujets, et tombe sur la somme de quarante écus. Son héros se débrouille tant bien que mal pour vivre avec cette somme : pauvre, certes, mais libre puisque affranchi de tout travail.
Une autre description connue de l'allocation universelle date de 1848 avec la publication de la Solution du problème social ou constitution humanitaire du philosophe belge Joseph Charlier, inspiré par Fourier. L'utilitariste John Stuart Mill a aussi défendu le concept d'une allocation universelle, dans sa seconde édition des Principes d'économie politique, de même que Condorcet et Bertrand Russell (lauréat du prix Nobel de littérature).
L'ingénieur et écrivain autrichien Josef Popper-Lynkeus a, lui aussi, consacré une partie de ses travaux à la question d'un revenu inconditionnel de subsistance. Avec notamment deux ouvrages clés : Le Droit de vivre et le devoir de mourir (1878) et Le Devoir alimentaire général comme solution de la question sociale (1912).
Dans le premier ouvrage, Le Droit de vivre et le devoir de mourir, initialement publié en 1878, Josef Popper-Lynkeus exclut toute éventualité d'un revenu de base sous forme d’argent. Ce qui relève du minimum de subsistance (nourriture, logement, chauffage, vêtements…) doit, selon lui, être soustrait à l'économie monétaire. La redistribution se fait alors nécessairement en nature. Mais tout ce qui sort de ce nécessaire (par qualité ou par quantité) continue de relever de l'économie monétaire de marché. Pour la production du nécessaire, Josef Popper-Lynkeus propose un service alimentaire général, de plusieurs années, sur le modèle du service militaire obligatoire (qu'il propose d'abolir).
Dans le second ouvrage de 1912, Le Devoir alimentaire général, Josef Popper-Lynkeus reprend et creuse le projet pour le présenter sous forme de programme chiffré. Il y détaille entre autres la faisabilité de son programme en s'appuyant sur les données statistiques de production et consommation de l'Empire allemand. Mais il y introduit également une variation notable : une allocation inconditionnelle de subsistance, sous forme d’argent, en plus du minimum inconditionnel de subsistance, toujours alloué en nature. Et ce, notamment, pour pouvoir accéder aux expériences et biens culturels qui, tout en relevant dorénavant pour partie du nécessaire (plutôt que du seul luxe), échappent néanmoins aux tentatives de quantification associées à une distribution in natura.
Josef Popper-Lynkeus propose ainsi un système socio-économique mixte (triple), conjuguant : production collective (en nature), économie d’État planifiée (monétaire) et libre marché. Son système fait coexister l'attribution d'un minimum de subsistance inconditionnel (pour partie en nature ; pour partie en argent), avec la défense des biens communs d'une part, et le maintien d'une propriété privée d'autre part, au sein d'un libre marché concurrentiel (dans lequel il perçoit l'un des moteurs essentiels de l’innovation, de la création et de la R&D).
On a souvent justifié l'allocation universelle comme contrepartie à la propriété privée de la terre. Le philosophe anglais John Locke justifiait en effet l'appropriation de biens communs (comme la terre) et donc le droit de propriété en déclarant, entre autres, que seul un propriétaire privé aurait intérêt à la mettre en valeur, puisque selon Locke, le droit de propriété s'applique uniquement au produit de son travail. Cependant, privatiser une terre implique d'exclure les autres êtres humains de l'accès aux ressources naturelles, si bien que, selon la « clause lockéenne », la justice commande d'indemniser les gens pour la perte de leur droit à se livrer à des activités telles que la chasse, la pêche, la cueillette ou encore l'extraction des ressources naturelles minérales.
En effet, la « clause lockéenne » exige que, lorsque quelqu'un s'approprie un objet, il doit en rester, selon la formule de Locke, « suffisamment et en qualité aussi bonne en commun pour les autres ». Par exemple, quelqu'un n'a pas le droit de s'approprier l'unique source d'eau dans un désert. Pour contourner ce problème, Robert Nozick affirme ainsi que, dans un tel cas, l'appropriation originelle d'un bien commun ne peut se faire qu'à condition de compenser les autres utilisateurs « de telle sorte que leur situation ne se détériore pas par elle-même ».
Cette idée est aussi connue sous le nom de crédit social ou dividende social depuis 1920, par les travaux de Clifford Hugh Douglas. Il ne s'agit pas de le financer par de la dette ni de lui allouer une valeur fixe, mais qu'il soit versé en création monétaire par la banque centrale pour assurer la création monétaire nécessaire en rapport avec la croissance de l'économie. Ainsi il doit être nul en cas de décroissance.
Jacques Duboin introduit dès les années 1930 l'idée d'un partage des productions et du travail dans ce qu'il nommera une économie distributive, basée sur une monnaie de consommation et un revenu universel. Il diffuse ses réflexions via la revue La Grande Relève. En mars 2017, ce mensuel publie un numéro spécial consacré au revenu universel.
Dans le monde anglo-saxon, l'économiste Robert Theobald a édité en 1966 aux États-Unis un ouvrage (incluant un chapitre d'Erich Fromm sur les   aspects psychologiques du revenu garanti)  exposant la possibilité que les richesses produites par les entreprises de plus en plus automatisées soient réparties entre tous les membres de la société et se substituent ainsi au salaire.Auteur jugé précurseur par Jacques Ellul (qui cite ses autres ouvrages) dans le cadre de sa réflexion sur la logique technicienne.
Pour le géographe Christophe Guilluy, dans les années 2000-2010, les propositions de revenu universel sont caractéristiques des changements sociaux où la « bourgeoisie avancée » bobo, cherchant à se donner bonne conscience, s'efforce de mettre en avant le revenu universel pour les « populations sous-productives de la périphérie », une revendication qui n'est pas portée par ces populations elles-mêmes.
En mai 2017, lors d'un discours des anciens de Harvard, Mark Zuckerberg se prononce en faveur du revenu universel. Dans le roman Moi, Omega de Erwan Barillot publié en 2022, Ian Ginsberg, double fictif du PDG de Facebook, prononce le même discours et, à partir de 2040, instaure effectivement le revenu de base pour l'ensemble de ses utilisateurs,.

## Financement

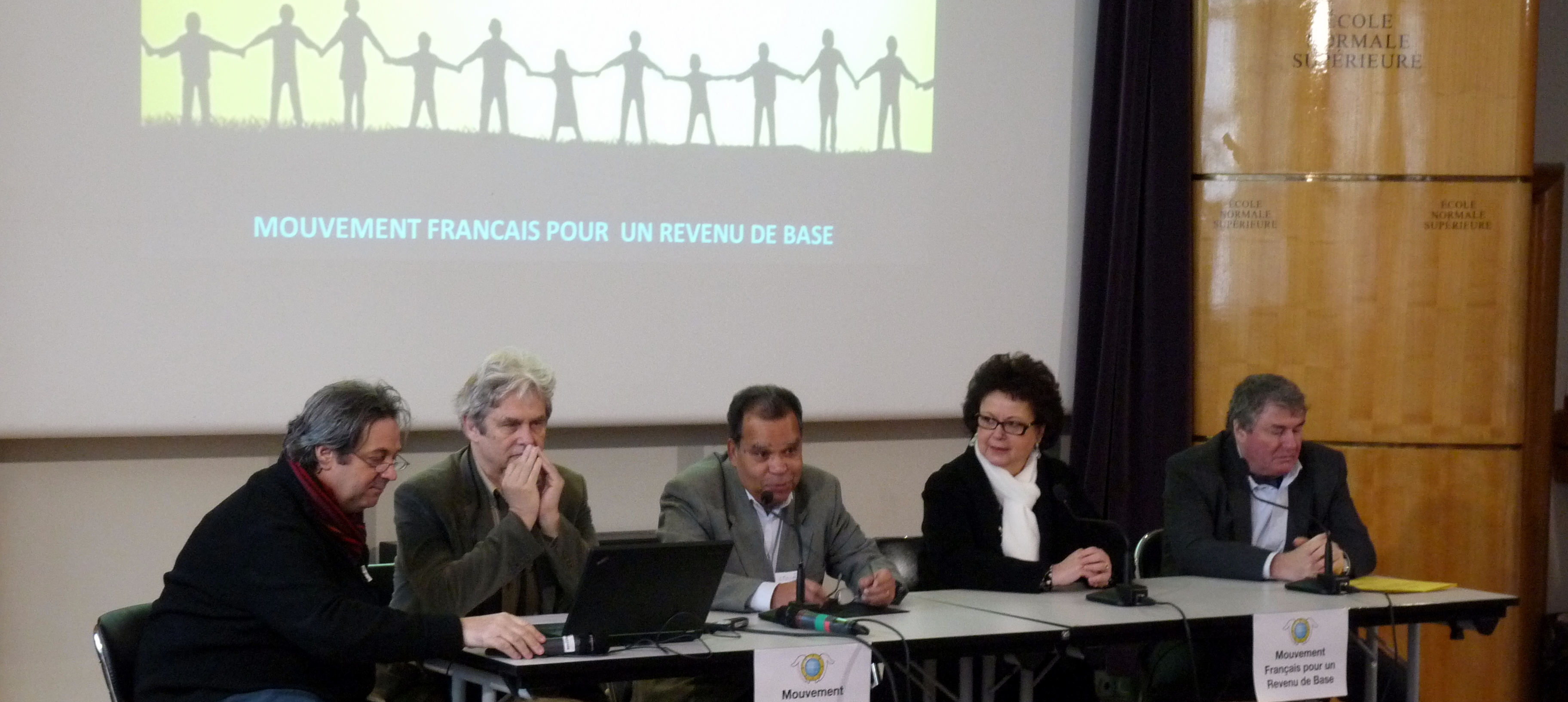
Frédéric Bosqué, Patrick Viveret, Yoland Bresson, Christine Boutin et Jean Desessard lors de l'assemblée constituante du MFRB, les 2-3 mars 2013 à l'ENS (Paris).

Le Mouvement français pour un revenu de base (MFRB) identifie huit approches de financement d'un revenu de base :
- l'universalisation et la revalorisation du RSA ;
- l'autofinancement par transfert des prestations existantes ;
- la fusion du système d'aide sociale, de chômage et de retraite ;
- la création monétaire ;
- la taxation foncière ;
- l'impôt sur le patrimoine ;
- la redistribution des profits tirés des ressources naturelles ;
- les chèques écologiques[33].

Ces propositions peuvent être regroupées en trois familles : la redistribution, la création monétaire, et l'approche par les biens communs.

### Redistribution
En Allemagne, selon le modèle de l'ancien président du conseil des ministres de Thuringe, Dieter Althaus (CDU), l'allocation universelle coûterait annuellement à l'État 583 milliards d'euros, mais ce système est alors conçu comme venant en remplacement de l'actuel système d'aide sociale, qui coûte 735 milliards. Donc l'allocation universelle selon le modèle « althausien » serait moins coûteuse pour les finances publiques que le système actuel.
Certains[réf. souhaitée] considèrent que l'allocation universelle devrait être alimentée par un prélèvement économiquement le plus neutre possible, en particulier pour ne pas peser de façon trop ciblée sur le coût de la main-d'œuvre, afin de préserver la compétitivité économique de la zone concernée.
Un autre type de financement de cette allocation universelle se ferait notamment par une imposition sur les revenus et sur la consommation (TVA). Ainsi, tous les ménages, y compris les plus pauvres, paieraient un impôt. D'une manière générale, il n'y a pas de raison de créer un impôt spécifique pour financer l'allocation universelle : il suffit de la faire financer par l'État selon le principe de non affectation des ressources aux dépenses.
Marc de Basquiat développe une proposition selon laquelle l'allocation universelle prend la forme d'une réforme de l'impôt sur le revenu qui serait transformé en IURR (impôt universel de redistribution des revenus). Les 280 milliards d'euros de la redistribution actuelle seraient redirigés vers un impôt négatif sur le revenu versé à tous, avec un montant variable selon l'âge, financé par un prélèvement uniforme de 30 % sur tous les revenus.
Pour Philippe Van Parijs, le financement de l'allocation universelle doit contribuer à l'équité et diminuer les inégalités. Doivent être taxés les dons et héritages, la pollution et les revenus marchands. En effet la pollution détériore le sort des générations futures alors qu'elle est principalement le fait des couches les plus aisées. L'emploi est devenu une ressource rare et très inégalement répartie. Majoritairement il fournit des avantages directs et indirects enviables. L'équité exige que la valeur des privilèges attachés à l'emploi soit distribuée de manière égalitaire. D'où la taxation des revenus professionnels et, plus largement, de tous les revenus marchands.
Yann Coatanlem et le Club Praxis ont expérimenté une implémentation du revenu universel dans le cadre d’une refonte totale de la fiscalité et des aides sociales en France,. L’impôt sur le revenu, la CSG, mais aussi la plupart des niches financières ne profitant qu’aux ménages les plus riches seraient supprimés. Les aides sociales (hors aides spécifiques comme l’allocation aux handicapés) seraient toutes remplacées par un revenu universel (l’ordonnée à l’origine de la fiscalité), et par deux tranches d’impôt négatif (rendant le travail plus incitatif). Des micro-simulations conduites avec l’Institut des politiques publiques sur un demi-million de personnes et à impact neutre pour les finances publiques, montrent qu’en ajoutant une seule tranche positive d’imposition, on obtient un système plus redistributif que le système actuel pour les 7 premiers déciles des ménages.

### Montant
Des montants adaptés doivent permettre de vivre décemment du seul revenu de base. Certaines incertitudes sont toutefois soulevées par Jacques Marseille, sur la participation au travail et sur les nécessités de financement :

« Le pari de l'allocation universelle est que l'insertion sociale ne peut se construire sur la contrainte mais sur la confiance placée dans les bénéficiaires de ce nouveau droit. Une utopie, sans doute, pour tous ceux qui n'accordent aucune confiance aux individus et pensent que seule la contrainte de « gagner son pain à la sueur de son front » est le meilleur garde-fou contre la paresse. Un pari sur l'intérêt et la nature humaine pour tous ceux qui pensent au contraire qu'un individu préférera toujours cumuler ce revenu à un autre salaire, surtout quand ce salaire correspondra à un travail qu'il aura librement choisi. »

Cette thèse d'une prime à la paresse est contestée par la philosophe Cynthia Fleury :

« C'est manquer la véritable nature de l’homme. L'homme n'est pas paresseux, en revanche il peut l'être lorsqu’il est démotivé. L'enjeu est de sortir de cette idée d'infantilisation de l'homme et de cette pédagogie noire : si je ne te bats pas et si je ne te donne pas une carotte tu n'avances pas… (…) Chacun aura envie de développer un rapport au travail non aliénant. »

Des montants faibles, conformes aux thèses "néolibérales" peuvent être couplés à une privatisation de l'éducation, de la santé et des autres services publics. Ils pourraient être présentés comme l'agrégation de dispositifs tels que le chèque éducation ou le chèque santé. Jean-Pierre Mon alerte sur ces propositions en ces termes :

« Un revenu d'existence très bas est, de fait, une subvention aux employeurs. Elle leur permet de se procurer un travail en dessous du salaire de subsistance. Mais ce qu'elle permet aux employeurs, elle l'impose aux employés. Faute d'être assurés d'un revenu de base suffisant, ils seront continuellement à la recherche d'une vacation, d'une mission d'intérim, donc incapables d'un projet de vie multi-active,. »

Les partisans d'une allocation universelle souhaitent lui attribuer un montant faible et identique pour tous les êtres humains résidents, alors que les partisans d'un revenu de base plus élevé modulent leurs propositions sur une partie de la population comme les seuls adultes, les qualifications de la personne, ou encore, des montants différents en fonction de l'âge[réf. nécessaire].
En France, les propositions sont variées :
- Christine Boutin : 200 € de 0 à 18 ans et 400 € à partir de 18 ans[45] ;
- Yoland Bresson : 400 à 450 € pour tous[46] ;
- Jacques Marseille : 375 € de 0 à 18 ans et 750 € à partir de 18 ans ;
- Gaspard Koenig et Marc de Basquiat : 480 € par adulte, 270 € par adolescent entre 14 et 18 ans et 200 € par enfant de moins de 14 ans (dans leur ouvrage Liber, un revenu de liberté pour tous) ;
- Nathalie Kosciusko-Morizet : 470 € par adulte ;
- Benoît Hamon : 600 € à 750 €[47] ;
- Dominique de Villepin : 850 € à partir de 18 ans[48] ;
- Baptiste Mylondo : 1 000 € pour les adultes (il avait proposé auparavant 750 €)[49], 230 € par mineur[50] ;
- Yann Moulier-Boutang : proche du salaire minimum.

### Création monétaire
Selon le modèle du crédit social, le coût serait nul, l'allocation n'étant que la répartition équitable de l'augmentation de la masse monétaire nécessitée par la croissance de la valeur des biens et services échangés. Ce modèle nécessite toutefois, pour être réalisé au sein de la monnaie étatique (voir ci-après l'approche des monnaies numériques), la ré-appropriation par l'État de la fonction régalienne de création monétaire.
L'économiste Yoland Bresson propose que le financement du revenu de base soit assuré par création monétaire (voir son intervention en vidéo à 4 min 20 s).
Plus récemment, le journaliste et économiste Anatole Kaletsky défend l'idée selon laquelle les banques centrales devraient faire de l'assouplissement quantitatif pour le peuple, plutôt qu'à travers le système bancaire, en rachetant des actifs financiers,. Selon cette idée, la banque centrale pourrait injecter de la nouvelle monnaie dans l'économie directement en versant de l'argent dans les comptes bancaires des citoyens.
Ce mode de financement fait débat, les théories économiques classiques stipulant qu'une création monétaire excessive et régulière générerait une hyperinflation et, à terme, le risque de faillite de la monnaie[réf. souhaitée].
Duniter/Ğ1 développe une crypto-monnaie fondée sur un dividende universel depuis son lancement en mars 2017.

### Revenus des biens communs
Différents mécanismes basés sur les rentes associées aux ressources naturelles et la compensation des externalités négatives ont été proposés.
Pour Peter Barnes (en), les biens communs, tels que les ressources naturelles, les services écosystémiques, les biens culturels, la solidarité, etc. devraient être confiés à des fiducies afin d'éviter que des acteurs économiques se les approprient. Le but de ces fiducies serait de maintenir au moins la valeur de ces biens pour les générations futures et de distribuer le surplus à la génération présente[réf. nécessaire].
Pour On the Commons, le marché des droits à polluer (cap and trade) est un système moins efficace qu'un système de dividende universel financé par les droits à polluer (cap and dividend (en))[source insuffisante].
C'est un mécanisme de ce type qui est utilisé par l'Alaska (voir plus bas).

## Aspects philosophiques

### Liberté réelle
Le principe d'allocation universelle est soutenu par une réflexion philosophique face au défi posé par la pensée libertarienne à la Théorie de la justice (1971) de John Rawls. L'un de ses défenseurs, Philippe Van Parijs, affirme ainsi qu'elle est un moyen de soutenir, d'un point de vue de gauche, une position « réal-libertarienne » qui défendrait une liberté réelle (et non pas simplement formelle comme elle le reste pour les auteurs libertariens classiques) maximale pour tous, c'est-à-dire, en accord avec le principe rawlsien de différence, avec la liberté réelle maximale pour les plus faibles. Selon Van Parijs, elle permettrait à chacun de disposer des libertés possibles les plus étendues qui soient, en permettant à la fois à chacun de se vendre sur le marché du travail s'il le désire ou d'agir autrement s'il le préfère.
Ses défenseurs considèrent que l'allocation universelle entraînerait une évolution de la relation contractuelle entre les salariés et leur employeur, plus aucun salarié n'étant dans la situation de devoir accepter n'importe quel emploi pour gagner de quoi vivre : les salariés pourraient plus librement négocier leur contrat, ce qui conduirait à la suppression des « mauvais emplois » tout en luttant contre les conditions de travail inhumaines.

### Respect de soi
L'absence de condition liée au versement de l'allocation universelle est en accord avec le principe du respect de soi de Rawls de ne pas stigmatiser les bénéficiaires de l'allocation. Des allocations telles que le revenu de solidarité active (RSA) permettent, en principe, d'éviter les effets de seuil conduisant à des situations d'un travailleur pauvre mais n'évitent pas le second écueil, puisqu'elles portent atteinte, selon Philippe Van Parijs, au respect de soi et à la liberté individuelle en obligeant son bénéficiaire à chercher un travail, et donc à se dédier à des activités rémunérées par le marché du travail plutôt qu'à d'autres activités bénévoles ou jugées non rentables, mais gratifiantes ou utiles au bien commun. Cette logique[Laquelle ?] est proposée par l'Odissée via le Cv citoyen qui présente la dimension citoyenne de chaque personne. Ce revenu permettrait également la mise en œuvre de projets dont la rentabilité est incertaine ou ne s'observe que sur le long terme, comme la formation, la création d'entreprise ou l'activité artistique.
L'allocation universelle mettrait fin par exemple au problème des personnes en « fin de droits » d'allocations chômage et à la surveillance des personnes bénéficiant de ces allocations pour vérifier que la personne cherche effectivement un emploi, qui peut être vécue comme une atteinte à la vie privée pouvant provoquer des humiliations et du stress.
Le même argument est défendu par l'entrepreneur allemand Götz Werner qui parle de la perte « d'une partie des droits de l'homme » pour les bénéficiaires du système allemand « Hartz IV » qui implique l'acceptation forcée de toute offre d'emploi. Il souligne aussi dans une interview que le niveau de subvention est parfois plus élevé que le minimum social pour les plus riches qui profitent d'activités soutenues par l'État comme l'opéra.

### Arguments relationnels pour le revenu de base
Plusieurs arguments de type relationnel en faveur du revenu de base – c’est-à-dire des arguments  qui soulignent les impacts positifs du revenu de base sur les relations entre les individus – sont proposés dans la littérature.
Un argument consiste à dire que le revenu de base constitue une condition pour sécuriser le respect et la dignité de tous les membres de la société. Par exemple, De Wispelaere et Laitinen soutiennent que le revenu de base permettrait de passer le « test du blanc des yeux » de Philip Pettit, soulignant que cette mesure permettrait aux individus de « se regarder dans les yeux sans la peur ou la déférence qu’un pouvoir d’interférence pourrait inspirer »  (Pettit dans De Wispelaere et Laitinen, 2020, p. 12). Justin Tosi met de l’avant que le revenu de base est compatible avec le suffisantisme relationnel étant donné qu’il participerait à garantir que chacun se voit accordé un niveau de respect de base(p. 54).
Un second argument relationnel en faveur du revenu de base consiste à dire que cette mesure permet de remplir collectivement notre devoir de prendre soin, à la fois des individus les plus vulnérables mais également de ceux qui occupent des rôles de soin non rémunérés. C’est notamment ce que soutiennent De Wispelaere et Laitinen, soulignant que le revenu de base permet à la fois de soutenir les plus vulnérables en évitant la stigmatisation qui accompagne généralement les mesures d’aide conditionnelle et de soutenir celles qui occupent des rôles de soin à l’extérieur du travail salarié .
Deux autres arguments relationnels en faveur du revenu de base peuvent être articulés en termes d’estime sociale. Le premier consiste à dire que le revenu de base permet de sécuriser les préconditions nécessaires pour l’estime sociale. En d’autres mots, cette mesure permettrait de s’assurer que chacun.e dispose des conditions matérielles suffisantes pour avoir l’opportunité de mener à bien les activités sur la base desquelles l’estime sociale est attachée (Wispalarer et Laitien, 2020, p. 20). Le second argument articulant estime sociale et revenu de base, plus radical, consiste à dire qu’une mesure de revenu de base permettrait d’étendre les bases sur lesquelles l’estime sociale est accordée en permettant de penser à des modes d’attribution de l’estime sociale qui ne seraient pas fondés sur l’idée de contribution à la société (Wispelarer et Laitien, 2020, p. 20-21).

### Légitimité du revenu de base
Dans les années 1980, l'économiste Yoland Bresson propose ce qu'il appelle la loi de la « valeur temps », qui préside à la loi de « répartition des revenus ». Il lie ces lois au concept de « capital matériel et humain collectif », qui est la base du fonctionnement économique d'un pays, fruit du travail de nos prédécesseurs et des ressources collectives dont nous disposons. Yoland Bresson estime que ce capital contribue au PIB à hauteur d'environ 15 %, soit environ 400 € par personne et par mois en France en 2011, qu'il propose de redistribuer sous la forme d'un revenu de base. « Il faut que la collectivité, par le biais de l'État, alloue périodiquement à tout citoyen économique, sans autres considérations que celle de son existence, l'équivalent monétaire de la valeur de l'unité de temps ».

## Conséquences

### Sur les revenus

#### Bas revenus

Revenu disponible en fonction du salaire brut.

Le cumul de l'allocation universelle avec les revenus implique qu'une tranche de la population bénéficiera de cette aide tout en travaillant, mais ne sera pourtant pas ou peu imposable. Selon la situation antérieure et selon le type de financement, ce fait peut mener à un surcoût pour l'État que détaille le schéma ci-contre :
- Y+ représente, avant allocation universelle, le revenu brut maximal non imposable. Au-delà de ce seuil de revenus, les travailleurs participent à la collecte nationale par le biais de l'impôt sur le revenu ;
- la droite rouge représente la situation des revenus après mise en place de l'allocation. Si des travailleurs bénéficient de revenus tout en jouissant de cette aide universelle, ils pourront bénéficier d'un revenu net qui dans la situation antérieure aurait été imposé. Tant que leurs revenus ne dépassent pas y*, le revenu net (salaire + allocation − impôts) sera supérieur au salaire brut.

Cela entraînerait une augmentation relative des bas revenus et donc un tassement de la hiérarchie des salaires. Une diminution du seuil d'exonération fiscale pourrait limiter cet effet.

#### Hauts revenus
Pour un revenu brut supérieur à y*, les travailleurs paient un impôt net positif, qui peut devenir égal ou supérieur à celui payé actuellement, de sorte que le revenu des plus riches n'augmente pas ou baisse à la suite de la mise en place de l'allocation universelle.
Guillaume Allègre, économiste de l'OFCE, attire l'attention sur le coût qu'impliquerait le revenu de base sur les plus hauts revenus :

« Le coût pour les plus hauts revenus, fonction du montant du revenu de base, est […] triple : ils doivent financer le revenu de base lui-même, l'éventuelle baisse de l'offre de travail et l'éventuelle hausse des bas salaires. […] Les transferts opérés par un revenu de base suffisamment élevé étant potentiellement très importants, il est indispensable que les fondements de cette politique soient solides. »

### Sur l'emploi
Les arguments en faveur d'un mécanisme d'allocation universelle peuvent sembler contradictoires : si certains cherchent à faciliter l'accès de tous à l'emploi en supprimant les trappes à inactivité, les autres parlent de libérer les personnes de la nécessité de l'emploi. Le québécois Groulx en conclut : « On se trouve devant un paradoxe, où le revenu universel est justifié à partir de cadres idéologiques opposés ; il devient capable d'engendrer des avantages eux-mêmes opposés, sinon contradictoires ».

#### Suppression des trappes à inactivité
L'un des effets de l'allocation universelle serait de réduire un désengagement attribué aux systèmes classiques d'assurances sociales ou de prestations sociales, qui conduisent à des « trappes à inactivité » décourageant les individus de chercher un emploi rémunéré lorsque le montant des rémunérations est inférieur au « salaire de réserve ». En effet, les prestations sociales actuelles sont diminuées voire supprimées lorsque les revenus du travail augmentent, pouvant conduire dans certains pays à des situations absurdes où l'individu a parfois financièrement intérêt à ne pas accepter un travail, notamment s'il s'agit d'un travail à temps partiel. Alors qu'avec le revenu de base l'individu conserve en permanence son revenu et en acceptant un emploi, ses revenus vont augmenter. C'est pour cette raison que les partisans du revenu de base affirment qu'il faciliterait l'ascension sociale.
De plus, l'effet réel de ces supposées trappes à inactivité est toutefois contesté, d'abord parce que l'intérêt économique n'est pas le seul mobile gouvernant la recherche d'un emploi, qui obéit aussi à des enjeux de reconnaissance sociale. Ainsi, « un tiers des bénéficiaires du RMI en France qui reprennent un emploi n'y ont pas intérêt », économiquement parlant, et le font pour d'autres raisons. La seule prise en compte de l'intérêt économique dissimule d'autres aspects du problème, tels que les contraintes « familiales », dues notamment à l'absence d'accompagnement vers et dans l'emploi, aux difficultés liées à la garde des enfants et aux contraintes de santé ou de transport. Ce genre de problèmes ne se reproduirait plus avec le revenu de base car l'individu n'est plus contraint d'accepter un emploi sous la pression sociale mais peut le faire à sa convenance. Selon les partisans du revenu de base, une personne libre doit pouvoir choisir librement son travail.

#### Incitation aux lancements de projets et à la prise de risque
Mais en réduisant l'incertitude sur les revenus futurs, l'allocation universelle jouerait selon certains de ses partisans comme un filet de sécurité favorisant la prise de risque individuelle, et le lancement dans des projets non-rentables à court terme. Au bout de quelques mois d'expérimentation d'une allocation universelle en Namibie dans un village, le chômage a diminué et les revenus des habitants du village ont augmenté de 29 %, soit plus que le revenu supplémentaire octroyé par le programme, grâce aux micro-entreprises qui se sont mises en place.

#### Désincitation au travail salarié
Une proportion plus ou moins grande de la population déciderait que l'allocation universelle leur suffit et cesserait de chercher un emploi ou quitterait son emploi, favorisant ainsi le temps libre, les activités artistiques, philosophiques voire scientifiques, ainsi que le bénévolat. Cela permettrait également, puisque travailler est une contrainte moins forte, une réduction du temps de travail pour ceux qui le souhaitent et une mise en valeur des horaires réduits.
Certaines activités (la recherche par exemple) n'étant pas souvent rentables à court terme en termes de production pour une entreprise, mais étant bénéfiques pour la société à long terme, elles ne sont pas stimulées par la loi de l'offre et la demande.[réf. nécessaire] Selon les partisans de l'allocation universelle, la société aurait tout intérêt à parier sur la participation des individus à son progrès en leur libérant du temps pour leurs activités personnelles et en leur garantissant les moyens de subsister, considérant que l'activité salariée n'est pas la seule à contribuer au progrès de la société. Certains partisans arguent également que dans l'histoire de l'humanité, on n'a quasiment jamais vu de grands groupes d'êtres humains totalement inactifs.
Dans le programme Mincome au Canada, seuls 1 % des hommes, 3 % des femmes mariées et 5 % des femmes non mariées ont arrêté de travailler après la mise en place de l'allocation. Dans un sondage en Allemagne, 60 % des personnes interrogées disent qu'elles ne changeraient rien à leur mode de vie si elles touchaient le revenu de base ; 30 % travailleraient moins, ou feraient autre chose ; et 10 % répondent : « D'abord dormir, ensuite on verra. » En revanche, 80 % se disent persuadées que les autres ne travailleront plus.
Les formes de revenu de base mises en place de 1968 à 1986 dans certains endroits des États-Unis n'ont permis de constater qu'une faible désincitation au travail.

### Simplification administrative
Selon la plupart de ses défenseurs, l'allocation universelle a vocation à remplacer un grand nombre d'aides sociales existantes,, permettant ainsi de surmonter les nombreuses difficultés administratives associées aux prestations sociales classiques, qui conduisent à un taux significatif de non-recours aux prestations sociales.
Certains détracteurs redoutent que ce système encourage l'État à se recentrer sur ses fonctions exclusivement régaliennes et à délaisser son rôle dans la fourniture de services publics, et qu'il conduise à l'abandon complet des dispositifs de protection sociale. Selon Daniel Raventós (es), professeur à l'université de Barcelone et défenseur du revenu de base, cette crainte n'est toutefois pas fondée et la grande majorité sinon tous les défenseurs du revenu de base n'envisagent pas ce dispositif sous cet angle.

### Justice sociale

#### Équité visible par la simplicité
La complexité croissante du système socio-fiscal forme une contradiction avec l'essence de la démocratie : le peuple censé gouverner la cité est de facto mis hors jeu, à commencer par les moins informés. La simplicité d'un mécanisme d'allocation universelle permet de restaurer les conditions d'un débat démocratique, portant sur les paramètres du système comme le niveau de l'allocation et taux de prélèvement.

« La société s'affaiblit dans son fonctionnement démocratique lorsqu'elle se donne moins les opportunités de mettre en place une grande discussion sur les critères de justice. (…) Le regard (des citoyens) est très aiguisé pour évaluer toutes les différences de situations avec leurs voisins. Il y a donc deux choix possibles. Soit celui de l'opacité, et c'est le choix dans lequel beaucoup de sociétés se sont en fait engagées avec des politiques de réduction fiscale, qui sont défendues en mettant en avant les effets macroéconomiques bénéfiques qui sont supposés en résulter. Soit à l'opposé le choix que j'appellerai le “choix du développement démocratique”. Repenser l'impôt ce n'est donc pas simplement repenser un mode de prélèvements, c'est renforcer la démocratie,. »

#### Équité horizontale
L'aide sociale actuelle est destinée surtout à venir en aide aux personnes qui sont pauvres car elles sont considérées comme non productives (les personnes âgées et les personnes handicapées). En revanche, il n'existe pas réellement de dispositif pour aider ceux qui sont pauvres parce qu'ils ne sont pas encore productifs (les jeunes et les personnes peu qualifiées)[réf. nécessaire], alors que selon les économistes, il serait profitable pour le pays de permettre leur entrée sur le marché du travail. Les revenus issus du système d'aide sociale actuel varient ainsi en fonction de particularités individuelles.
Vu l'absence de prise en compte des situations individuelles, l'aide étant universelle et inconditionnelle, l'allocation universelle n'a pas l'effet pervers de tous ces systèmes, c'est-à-dire l'existence d'ayants droit ne touchant pas l'aide parce qu'ils ignorent l'existence de celle-ci, ou ne sachant pas qu'ils y ont droit, ou étant dans l'incapacité de prouver que leur situation leur donne droit à l'aide ; par ailleurs, la sphère privée en serait protégée.
C'est ce caractère universel, inconditionné et individualisant de l'allocation universelle qui la distingue de l'impôt négatif sur le revenu proposé par Milton Friedman.

« Il est important, par conséquent, que le revenu minimal garanti puisse assurer la maximisation de la liberté réelle dans ses dimensions de revenu et de pouvoir sans porter atteinte à ce respect de soi, minutieusement décrit dans la Théorie de la justice (section 67) comme le contraire de la honte. Pour cela, il est essentiel qu'il soit attribué sous une forme qui n'en stigmatise pas, n'en humilie pas les bénéficiaires et qui se fasse donc, en particulier, sans contrôle des ressources (contrairement à ce qui se passe, par définition, en cas d'impôt négatif) et sans contrôle de la vie privée (requis pour vérifier, par exemple, le statut d'isolé ou de cohabitant. »

L'allocation permettrait par exemple une plus grande égalité des chances entre étudiants, si certains doivent travailler pendant leurs études.
Ni assistance, ni protection sociale, son rôle serait d'affranchir chacun des contraintes du marché du travail et fournir à chacun les moyens de ses capabilités à un projet de vie multi-active.

#### Équité selon les situations familiales
Beaucoup de pays assurent une aide économique pour les personnes en précarité, et tiennent compte de la situation familiale. Par exemple en France, le Revenu de solidarité active peut varier fortement. Considérant les économies d'échelles réalisées par la vie en ménage, le soutien économique de la personne en couple est minoré, proportionnellement à celui d'une personne seule.
Ces effets sont pris en compte par la notion d'unité de consommation (UC) qui permet de comparer le niveau de vie de ménages de structures différentes. Il existe différentes échelles, celle définie par l'OCDE affecte 1 UC pour le premier adulte du ménage, 0,3 UC par enfant de moins de 14 ans et 0,5 UC pour les autres personnes.
Selon la définition du revenu de base, il est versé à chaque individu indépendamment de la situation matrimoniale. La vie en couple porterait donc des avantages par rapport au célibat. Cet effet peut être contré par une modification du taux d'imposition des ménages en fonction de leur caractéristique, le surcoût ne perdurerait donc que pour les ménages non imposables. On peut aussi considérer que la cohabitation (que ce soit en couple ou en colocation) est un choix de vie personnel, qui n'a pas à être favorisé ou sanctionné par les pouvoirs publics. Par ailleurs les conjoints au foyer disposeraient d'un revenu propre qui ne serait pas dépendant de celui de leur conjoint, acquérant ainsi autonomie au sein du ménage ainsi qu'un statut social reconnu et véritable, puisque indépendant du marché de l'emploi.
Pour les familles avec enfants, l'allocation universelle aurait vocation à se substituer aux allocations familiales. Si les mineurs ne perçoivent pas d'allocation universelle les familles seraient défavorisées par rapport aux personnes sans enfants. A contrario, si le revenu de base était identique pour les enfants et les adultes, celles-ci bénéficieraient d'un pouvoir d'achat surévalué, les coûts d'un enfant étant plus faibles que ceux d'un adulte. Le montant du revenu de base versé aux mineurs sera donc vraisemblablement fixé en fonction de la politique familiale poursuivie. Par exemple une allocation élevée pourra être motivée par une relance de la natalité, dans le cas des pays développés à la démographie vieillissante, l'allocation étendue aux enfants assurerait alors un revenu supplémentaire aux familles. Certaines propositions d'allocation universelle remplacent également le système du foyer fiscal (quotient familial), qui équivaut à une allocation par enfant dont le montant est d'autant plus élevé que les revenus du ménage sont élevés.

## Applications

### Implantations

#### Brésil
Un projet indépendant et privé est actuellement en place au Brésil à Quatinga Velho (en). Le projet commença en 2008, organisé par l'organisation à but non lucratif ReCivitas.
Ce projet consiste à donner 30 R$ par mois (4,4 % du salaire minimum en 2013 selon le gouvernement fédéral), ce qui n'est pas suffisant pour répondre aux besoins de base. Selon les responsables du projet, ce revenu est juste suffisant pour aider les gens à satisfaire leurs besoins les plus basiques. Les enfants en bénéficient particulièrement. Le projet, avec des ressources financières extrêmement limitées, a entraîné d'importants effets sociaux. Il a eu un impact positif sur les besoins de base et la qualité de vie des participants. Les résultats montrent également que le revenu de base a contribué à un développement durable du village. Les coordinateurs du projet ont constaté des améliorations en termes de nutrition, de vêtements, de conditions de vie, de santé (particulièrement pour les enfants), de construction de nouvelles maisons, et d'amélioration des maisons existantes. Ils ont aussi noté une amélioration de l'estime de soi et des interactions sociales, une réduction de l'insécurité sociale, et une augmentation des attentes futures, particulièrement chez les enfants, des changements significatifs dans les relations de travail, dans les naissances, les migrations et la dépendance économique.

#### États-Unis
En 1976, l'Alaska a mis en place l'Alaska Permanent Fund, un fonds souverain dont le capital est basé sur les revenus miniers et pétroliers de l'État, et dont les revenus alimentent depuis 1982 un dividende universel versé le 30 juin de chaque année,. En 1999, un référendum interdit à l'État d'utiliser « une partie » des revenus du fond (84 % d'opposants). Le montant maximum versé a été de 2 072 $ en 2015. Aujourd'hui, dans le territoire Cherokee, une partie des revenus générés par les casinos est redistribuée aux membres de la tribu amérindienne.
Les 16 000 membres de l'Eastern Band of Cherokee Indians (en), basés en Caroline du Nord, reçoivent plusieurs milliers de dollars deux fois par an. Ces paiements sont des dividendes issus des profits du casino Harrah's Cherokee (en), et sont distribués depuis 1996. Une étude des effets sur les enfants de la communauté a montré un déclin significatif de la pauvreté, des problèmes de comportement, de la criminalité, de l'abus d'alcool et de drogue, des problèmes psychiatriques, et une augmentation du nombre de diplômés. Les effets sont principalement constatés chez ceux qui étaient les plus jeunes quand les paiements ont commencé, et chez ceux que ces paiements ont sortis de la pauvreté,.

#### Iran
L'Iran est le premier pays à avoir introduit un revenu de base national en automne 2010. Il est versé à tous les citoyens et remplace les subventions sur l'essence, l'électricité et certains produits alimentaires que le pays appliquait depuis des années pour réduire les inégalités et la pauvreté. La somme correspond en 2012 à environ 40 US$ par personne par mois, 480 US$ par an pour une personne seule et 2 300 US$ pour une famille de cinq personnes.

#### Macao
Macao distribue un fonds à tous les résidents, permanents ou non, depuis 2008, dans le cadre du mécanisme de participation à la richesse (en) de la région.
En 2014, le gouvernement a distribué 9 000 patacas (environ 1 127 $US) à chaque résident permanent, et 5 400 patacas (676 $US) aux non permanents, soit plus de 600 000 bénéficiaires.

### Expérimentations

#### Canada
Le concept a été expérimenté par le Programme Mincome dans les années 1970 à Dauphin au Canada. Les résultats de cette expérience, pendant longtemps non étudiée, ont finalement montré que la désincitation au travail y avait été très faible durant la durée de l'expérience (quatre ans). De plus, d'autres conséquences positives non attendues ont été observées, comme l'augmentation de la durée des études des jeunes, une baisse de la criminalité et des hospitalisations.
Les jeunes étaient également plus susceptibles de rester à l'école. Le temps de travail à temps plein n'a guère changé, si ce n'est que les étudiants et les mères de famille ont réduit leur temps de travail rémunéré, libérant ainsi du temps à consacrer à leurs études ou à leurs enfants.
L'historien Rutger Bregman y fait référence dans une conférence TED, ainsi que son ouvrage Utopies Réalistes.
Considéré comme réaliste sur le plan budgétaire, l'idée d'un revenu de base est en avance au Québec. Déjà en 1999, le militant Michel Chartrand en faisait la promotion dans son Manifeste pour un revenu de citoyenneté co-écrit avec le professeur en comptabilité Michel Bernard,.

#### États-Unis
Aux États-Unis, quatre expérimentations sociales ont eu lieu entre 1968 et 1982. Ces expérimentations visaient à tester les comportements des citoyens vis-à-vis du travail s'ils touchaient un revenu garanti. Les chercheurs observèrent une désincitation plutôt faible au travail.

#### Finlande
En 2015, le nouveau gouvernement finlandais de centre-droit s'est engagé à mettre en place une expérimentation de revenu de base. Cette expérimentation a été réalisée à partir du 1er janvier 2017 et jusqu'au 21 décembre 2018, auprès de 2000 demandeurs d'emploi tirés au sort et âgés de 25 à 58 ans ; l'échantillon était limité à des personnes à la recherche d'un emploi et bénéficiant déjà d'une allocation chômage. Le montant était de 560 € par mois pendant 2 ans qui se substituaient au système social existant en Finlande. Ces 560 euros mensuels remplaçaient ainsi l'actuelle allocation chômage. Si les allocataires percevaient une compensation plus élevée auparavant, la sécurité sociale leur versait la différence. Leur couverture santé et leur allocation logement étaient maintenues. Le changement majeur introduit par cette expérimentation tenait dans le fait que chaque personne pouvait accepter un travail et continuer à recevoir son revenu universel, et ce quel que fût le salaire perçu.
En milieu d'année 2018, la Finlande a décidé d'abandonner la mesure, sans attendre la publication du rapport d'analyse.

#### France
En France, une « expérimentation citoyenne » a été lancée par l'association MonRevenuDeBase en novembre 2017. À chaque fois que l'association collecte 12 000 euros, elle les redistribue en désignant par tirage au sort une personne qui s’est inscrite sur le site, et qui recevra 1 000 euros par mois pendant un an, sans contrepartie. L’inscription pour participer à la désignation au tirage au sort est gratuite. Pour l'association, présidée par l'écologiste Julien Bayou et composée de bénévoles, l'objectif est de sensibiliser l'opinion publique à la question du revenu de base mais également d'obtenir une loi d'autorisation des expérimentations pour que les territoires qui le souhaitent puissent tester cette innovation sociale. L'expérimentation a reçu une grande attention médiatique. Pour le premier tirage au sort, trois bénéficiaires ont été identifiés.
Le 26 novembre 2017, huit présidents de conseils départementaux annoncent dans le JDD qu'ils vont tester le revenu universel. À la date du 27 décembre 2018, le nombre de départements souhaitant expérimenter le revenu de base est monté à 18, et la député Valérie Rabault (PS) appelle ses collègues à voter pour une proposition de loi discutée en ce sens en fin janvier 2019.
Le 7 avril 2020, 19 présidents de Conseils départementaux se prononcent dans le JDD en faveur d'un revenu de base pour faire face à la pandémie de Covid-19 en France.
Le 24 avril 2020, l'Assemblée de Corse vote à l'unanimité un rapport présenté par son président Jean-Guy Talamoni, étudiant la faisabilité d'un revenu de base et la possibilité d'en expérimenter la mise en œuvre.

#### Inde
En partenariat avec le Fonds des Nations unies pour l'enfance (UNICEF) et copilotés par le chercheur britannique Guy Standing et l'activiste indienne Renana Jhabvala (en), des projets pilotes de revenu de base sont en cours dans des villages ruraux de l'Inde depuis janvier 2011 sur une base de 200 roupies par mois par adulte, et 100 roupies par enfant.
Près d'un an après le début de l'expérimentation, celle-ci a déjà montré des résultats positifs sur la nutrition, la santé, l'éducation, les infrastructures et l'activité économique,[source insuffisante].

#### Israël
En Israël, en 2018, une initiative à but non lucratif GoodDollar a démarré avec pour objectif de créer un cadre économique mondial pour fournir un revenu de base universel, durable et évolutif grâce à la nouvelle technologie d'actifs numériques de la blockchain. L'organisation à but non lucratif vise à lancer un réseau de transfert d'argent peer-to-peer dans lequel l'argent peut être distribué à ceux qui en ont le plus besoin, quel que soit leur emplacement, sur la base des principes du revenu de base universel (UBI). Le projet a levé 1 million de dollars auprès d'eToro

#### Italie
Cette section ne s'appuie pas, ou pas assez, sur des sources secondaires ou tertiaires indépendantes du sujet. Le texte peut contenir des analyses inexactes ou inédites de sources primaires.
Pour l'améliorer, ajoutez-en, ou placez des modèles {{Source secondaire souhaitée}} ou {{Source secondaire nécessaire}} sur les passages mal sourcés. (juin 2024)
En Italie, à l'instigation du Mouvement Cinq Étoiles, le gouvernement a introduit le 6 mars 2019 une allocation citoyenne de 780 € (célibataires) ou 1 280 € (couples). Bien qu’il ne soit ni inconditionnel ni applicable à tous, il a été considéré par certains comme similaire à l’UBI. Le projet a été critiqué par les syndicats, les églises et l'industrie comme étant trop cher et comme un frein à l'économie, car les coûts prévus de 15 milliards d'euros devaient être entièrement financés à crédit et ce montant ne serait pas disponible du côté des investissements. Le calcul du gouvernement, en revanche, est que l'économie nationale sera renforcée par une consommation accrue des couches les plus pauvres de la population et que les coûts seront ainsi refinancés.[195] Fin 2022, il a été annoncé que l'argent des citoyens serait partiellement supprimé en 2023 et complètement en 2024.[196][197] Depuis septembre 2023, il existe une nouvelle mesure de revenu minimum garanti pour les célibataires âgés de 18 à 59 ans appelée « Supporto per la Formazione e Lavoro » (SFL), qui prévoit une subvention financière de 350 € par mois avec obligation de suivre des cours de qualification professionnelle. ou d'autres mesures actives en faveur de l'emploi. La durée du financement est de 12 mois, non extensible. Le montant de la subvention peut être cumulé avec les revenus d'une activité indépendante ou salariée, à condition que ceux-ci n'excèdent pas 3 000 euros brut par an. En plus de cette subvention, le gouvernement du Premier ministre Giorgia Meloni a instauré une autre aide sociale réservée uniquement aux familles avec mineurs, aux personnes handicapées, aux personnes de plus de 60 ans et aux personnes prises en charge par les services sociaux. Une mesure de soutien financier et d'inclusion sociale et professionnelle appelée "Assegno di Inclusione" (ADI). avec un montant annuel maximum de 6 000 euros (500 euros par mois), pouvant être augmenté jusqu'à 3 360 euros supplémentaires par an (280 euros par mois) en fonction de la composition de la communauté familiale et des besoins en matière de logement (pour payer le loyer) . L'aide sociale dure 18 mois avec une pause d'un mois et peut être prolongée de 12 mois supplémentaires, chacun avec une pause d'un mois. Si vous commencez à travailler, l'allocation ADI peut être cumulée avec les revenus correspondants jusqu'à 3 000 euros par an.

#### Kenya
L'ONG GiveDirectly teste depuis 2017, et sur 12 années, un revenu universel de 20 $ dans un village défavorisé au Kenya.

#### Koweït
Le Koweït démarre en février 2012 une expérience d'allocation universelle inconditionnelle mais limitée dans le temps pour ses 1,155 millions de citoyens de 1 000 dinars/citoyen (3 580 dollars/citoyen).

#### Namibie
Une expérimentation a été menée en Namibie, dans le secteur de Otjivero-Omitara à 100 kilomètres de Windhoek. Elle consiste à distribuer chaque mois pendant deux ans (à partir du premier janvier 2008) à environ 1 000 personnes enregistrées, 100 dollars namibiens.
Au bout de quelques mois d'expérimentation, la criminalité a baissé, la sécurité alimentaire de la population a augmenté, l'absentéisme à l'école a diminué, et des micro-entreprises se sont mises en place qui revitalisent le tissu économique et social du village. Globalement les revenus des habitants du village ont augmenté de 29 %, soit plus que le revenu supplémentaire octroyé par le programme. Le chômage a également diminué dans le village.

#### Ouganda
Un programme en Ouganda a versé 382 $US à 535 jeunes de 15 à 35 ans, choisis aléatoirement. Les résultats ont montré une augmentation des activités d'entreprise de 57 %, des heures de travail de 17 % et des bénéfices de 38 % par rapport à un groupe témoin n'ayant rien reçu.

#### Royaume-Uni
Le gouvernement de Tony Blair a mis en place, en mai 2003, le Child Trust Fund (en), une mesure proposée par Bruce Ackerman afin de fournir à chaque enfant un « capital de base » à ses 18 ans. Le programme a été arrêté en 2011, et remplacé par le Junior Individual Savings Accounts (en) (ISA) car l'ISA aurait de meilleurs taux d'intérêt et une sélection plus large possible d'investissements.
Le gouvernement dans le dispositif Child Trust Fund donnait de l'argent à chaque enfant. L'ISA ne donne pas d'argent mais offre un compte avec des avantages fiscaux.
Au Pays de Galles, entre 2022 et 2024, une expérience est menée, offrant durant 24 mois un revenu universel mensuel de 1 600 £ à 641 jeunes. Le paiement commence aux 18 ans du bénéficiaire, lorsqu'il sort du système de protection de la jeunesse. Un accompagnement financier est offert aux participants.

#### Espagne
Depuis le 15 juin 2020, sous l'impulsion de la crise du coronavirus et de ses retombées économiques, un site web propose des versements mensuels pouvant atteindre 1 015 euros (1 145 dollars) aux familles les plus pauvres du pays.

## Projets

### Brésil
Au Brésil, la loi 10835, approuvée sous le gouvernement Lula, prévoit d'étendre progressivement l'application du programme Bolsa Família (créé en 2003) jusqu'à instauration complète d'une allocation universelle,. En novembre 2015, près d'un quart de la population brésilienne bénéficiait de ce programme soit 47,8 millions de personnes.

### Espagne
En Catalogne, une initiative populaire (ILP) est lancée depuis janvier 2013 pour que soit débattue au Parlement catalan la possibilité d'un « revenu garanti de citoyenneté » (RGC). Si le mouvement pour l'adoption de cette loi est composé de certains défenseurs locaux du revenu de base (Red Renta Básica (es) du Basic Income Earth Network (BIEN), Associació Justícia i Pau de Barcelona (ca), ATTAC, etc.), le RGC n'en resterait pas moins une aide conditionnelle, qui répondrait à une situation de pauvreté (proche du revenu de solidarité active (RSA) français). Le RGC ne peut donc pas être considéré comme un revenu de base, par nature inconditionnel.

### France
Une motion proposant l'étude de faisabilité de l'expérimentation d'un revenu de base en Aquitaine avait été adoptée en juillet 2015. À la suite de la réforme territoriale, la région Aquitaine-Limousin-Poitou-Charentes a repris cette idée et prévoit un rapport final sur sa faisabilité en juin 2017, qui déboucherait sur une expérimentation.
Le département de la Gironde étudie différents scénarios de mise en place d'un revenu de base et prévoit de premières expérimentations en 2017.
Le 26 novembre 2017, les présidents socialistes des conseils départementaux de l’Ariège, de l’Aude, du Gers, de la Haute-Garonne, de la Gironde, d’Ille-et-Vilaine, de Meurthe-et-Moselle et de la Seine-Saint-Denis se déclarent candidats pour expérimenter le revenu de base « sans dogmatisme, sans certitudes, mais avec l’intuition que son émergence est l’occasion de porter un nouveau regard sur les défis du présent ».

### Irak
Des membres du Congrès américain ont proposé la mise en place d'un tel revenu, en Irak, sur le modèle de l'Alaska Permanent Fund. Soutenu par l'envoyé de l'ONU Sérgio Vieira de Mello et la Banque mondiale, la mesure a été suspendue depuis la mort de de Mello.

### Pays-Bas
La ville d'Utrecht prépare une expérimentation du revenu de base sur 250 personnes en 2017.

### Suisse

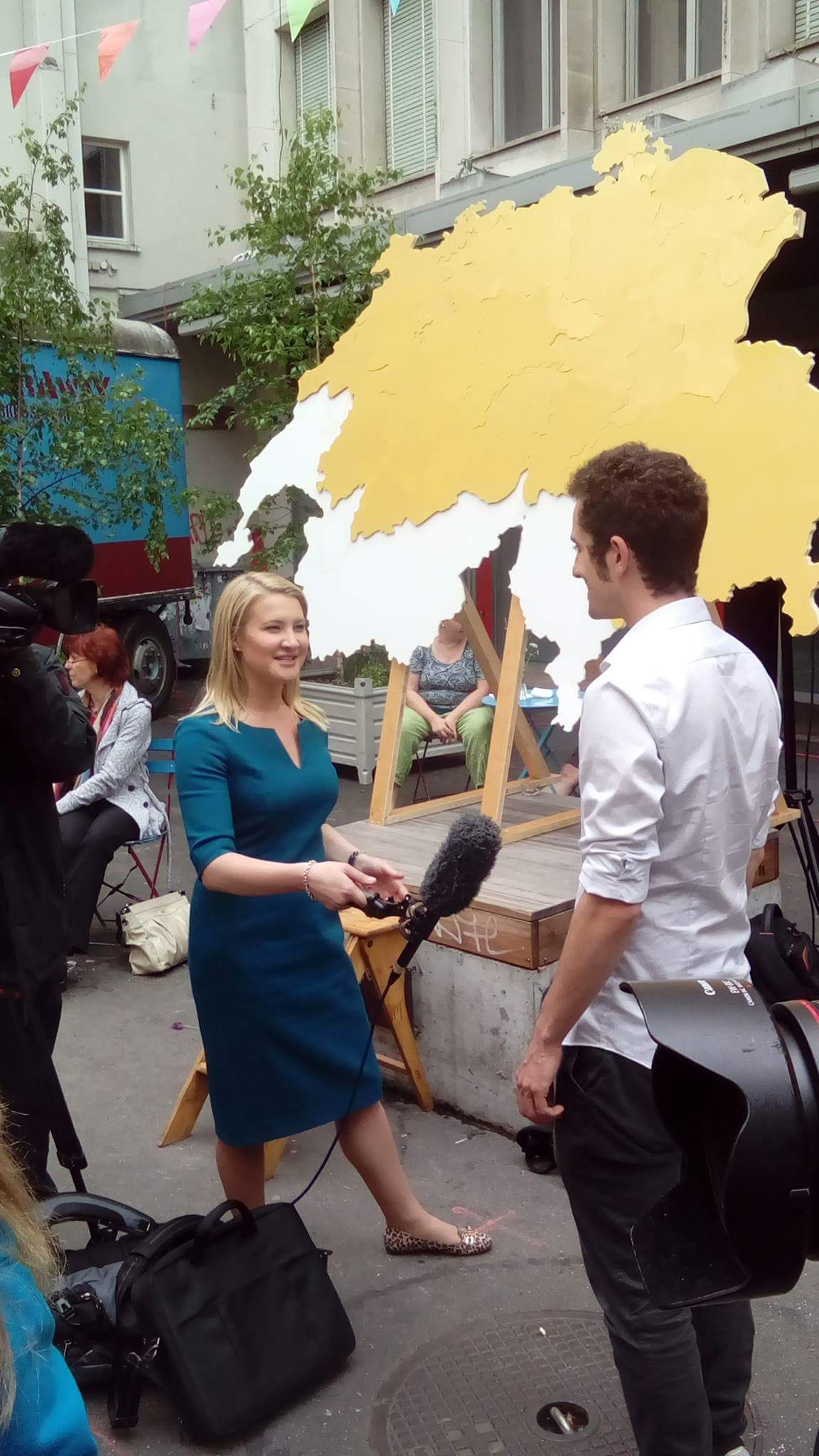
Entretien avec l'agence Reuters à propos du revenu de base, Bâle, 2016.

En Suisse, l'initiative populaire fédérale « Pour un revenu de base inconditionnel » lancée le 11 avril 2012 a rassemblé plus de 126 000 signatures sur les 100 000 nécessaires pour qu'une votation populaire soit organisée. L'initiative est finalement rejetée le 5 juin 2016 par 76,9 % des votants et la totalité des cantons.

### Union européenne
Une initiative citoyenne européenne pour un « revenu de base inconditionnel » fut lancée le 14 janvier 2013. Elle devait rassembler un million de signatures en un an pour être examinée par la Commission européenne, soit une date limite fixée au 14 janvier 2014. En janvier 2014, la campagne a pris fin avec un nombre total de 285 042 signatures, insuffisant pour que la proposition soit examinée par la Commission européenne.

## Depuis la pandémie de Covid-19

### De nouvelles initiatives de soutien
Depuis mars 2020, l'augmentation des inégalités et les changements radicaux sur le marché du travail ont forcé les gouvernements à mettre en œuvre des initiatives économiques, telles que des programmes de revenu de base, qui auraient été auparavant politiquement intenables. L'Espagne, par exemple, a versé 1 015 € par mois à 850 000 ménages parmi les plus démunis, et les États-Unis ont versé 1 200 $ à tous les adultes gagnant moins de 99 000 $ par an. Les nombreux programmes de revenu de base universel préexistants laissent penser qu'ils peuvent constituer un complément précieux à d'autres initiatives visant à réduire la pauvreté et à améliorer les résultats en matière de santé au niveau mondial.

### Comparaison en matière de résultats sanitaires avec les expérimentations du RUB
Les résultats liés aux expériences de mise en place du revenu universel de base au niveau local vont en faveur d'une amélioration des conditions de santé des populations concernées à l'occasion de périodes de bouleversement sanitaire et économique. en Finlande, les bénéficiaires du RUB ont signalé des taux plus faibles de dépression, de solitude, de tristesse et de stress mental généraux. L'organisation américaine Innovations for Poverty Action (en) a étudié l'effet d'un essai contrôlé randomisé du revenu de base universel sur 14 474 ménages kényans de 295 villages : les taux de maladie, de problèmes de santé mentale et de malnutrition étaient significativement plus faibles chez les ménages recevant des paiements. Par contraste, selon une étude réalisée durant la pandémie de Covid-19 portant sur plus de 17 millions d'adultes au Royaume-Uni, l'état de privation économique était fortement associé à une plus forte mortalité liée au Covid-19.

## Critiques

### Partisans
Le revenu de base est défendu sous des appellations et pour des motifs divers par des universitaires et des militants, des hommes et femmes d'affaires et des syndicalistes, des formations politiques de droite et de gauche, des mouvements sociaux et des organisations non gouvernementales, des altermondialistes autant que par des libéraux néoclassiques. Au moins huit récipiendaires du Prix de la Banque de Suède en sciences économiques en mémoire d'Alfred Nobel sont connus pour avoir soutenu l'idée du revenu de base ou d'un revenu minimum : James Tobin, Herbert Simon, Friedrich Hayek, James Meade, Robert Solow, Milton Friedman, Angus Deaton et Christopher Pissarides,,.
Après être longtemps restée une proposition marginale en France (théorisée par Yoland Bresson, Alain Caillé, André Gorz et Jean-Marc Ferry), le revenu de base devient un enjeu de débat public dans les mois qui précèdent l'élection présidentielle française de 2017,,.

### Conséquences négatives sur l'emploi
Certains libéraux tels qu'Alain Wolfelsperger posent la mesure du travail par l'emploi comme prérequis indispensable au versement de tout revenu, et jugent donc le revenu de base comme immoral. Ils y voient une remise en cause de la valeur travail.
Le versement d'un revenu de base pourrait avoir un impact négatif sur le marché du travail et inciter ses bénéficiaires à ne pas ou à moins s'employer. D'après certaines expériences menées sur quelques années cet impact serait réel mais pourrait cependant rester assez limité, tout du moins à court terme.
Le 15 mars 2016, invité du journaliste Guy Birenbaum sur France Info, le ministre des finances Michel Sapin se prononce contre l'instauration du revenu de base universel, car il y voit une incitation à l'oisiveté plus qu'à l'activité.
Constatant cette limite, certains ont proposé des versions « hybrides » du revenu universel réduisant l'effet sur l'emploi du « droit à la paresse » (possibilité de percevoir le revenu sans travail). Ces solutions ont néanmoins pour conséquence la fixation de conditions, qui augmente la complexité du dispositif. Il convient de noter qu'une partie de ces débats a également eu lieu à l'origine de la création du RMI.

### Le point de vue d'Attac
L'association altermondialiste Attac n'a pas pris position sur le revenu universel, mais certains de ses économistes ont proposé une critique de cette mesure. Jean-Marie Harribey critique l'idée d'un revenu de base ; il remarque que si la collectivité versait un revenu de base, les entreprises paieraient d'autant moins leurs employés. Jean-Marie Harribey estime qu'un tel dispositif ne réduirait pas les inégalités, mais au contraire risquerait fort de conduire à une société encore plus duale :

« Il ne peut pas y avoir éternellement des droits sans que ceux qui en assument le coût ne puissent exiger en retour des droits équivalents. Si on me verse un revenu sans que je participe au travail collectif, eh bien cela veut dire qu'il y a des gens qui travaillent pour moi. C'est possible ponctuellement ou en cas de force majeure, mais pas sur toute une vie. »

Puisqu'il n'y a pas de travail productif au-delà de l'emploi sous ses deux formes, le travail salarié et le travail indépendant, il estime que le financement proposé est vide de sens et parle de « vacuité théorique », car seul le travail validé par la société (que ce soit par le marché ou par une décision politique, par exemple d'apprendre à lire et écrire à tous les enfants) produit de la valeur économique susceptible d'être distribuée en revenus. Une alternative au revenu universel serait une réduction collective du temps de travail et une garantie de revenu sous conditions de ressources pour tous les adultes qui sont en formation, en recherche d'emploi ou empêchés d'en occuper un.
Michel Husson, économiste, lui aussi membre d'Attac, fait un parallèle avec l'aide au logement qui serait exploitée par les propriétaires dans le but d'augmenter les loyers, un détournement qui réduirait sensiblement l'effet de ces allocations. Le revenu universel serait utilisé par les employeurs pour contourner le salaire minimum. Selon Michel Husson, c'est le postulat du projet de revenu de base qui est erroné en niant que la source de tous les revenus se situe dans le travail collectif.

### Le point de vue duRéseau Salariat
Le sociologue et économiste Bernard Friot, spécialiste des systèmes de protection sociale, qualifie le revenu de base de « roue de secours du capitalisme ». Pour lui et pour le Réseau Salariat ce projet est parfaitement compatible avec le système capitaliste, ne remet aucunement en cause ses aspects les plus destructeurs et lui offre même une nouvelle légitimité, le marché des capitaux étant nécessaire à son financement. Bernard Friot lui préfère le projet de salaire à vie qu'il qualifie d'authentiquement émancipateur. Il consacre une partie du chapitre IX de son ouvrage Puissances du salariat à expliquer les problèmes que pose à ses yeux l'idée de revenu inconditionnel qu'il considère comme une dérive symétrique de l'idée de capital humain. Il affirme aussi dans un article paru en 2013 :

« Puisque le conflit salarial a produit des institutions d'un émancipateur déjà-là tel qu'il rend possible la sortie du capitalisme par attribution de tout le PIB à la cotisation et, à tous, d'une qualification personnelle, pourquoi régresser par l'instauration d'un revenu de base qui, laissant intacts le marché du travail, la valeur travail et la propriété lucrative, s'inscrit comme correctif dans la domination capitaliste ? »

Pour Samuel Zarka, chercheur en philosophie à l'Académie royale des beaux-arts de Liège et membre du Réseau Salariat, à la différence du salaire universel, le revenu de base conduit à une situation où l'allocataire « n'a aucune maîtrise du quoi et du comment de la production, qui restent le fait du propriétaire du capital ». De son côté, le réseau salariat a réalisé un comparatif des deux projets.

### Le point de vue desÉconomistes atterrés
Les Économistes atterrés font le même constat et considèrent, notamment dans l'ouvrage Faut-il un revenu universel ?,
- qu'un revenu de base servirait principalement à « doter chacun d'un pécule permettant de pousser plus loin la baisse des salaires, la destruction des droits sociaux, des emplois stables et des emplois publics »[163],
- qu'il existe une alternative au revenu de base, dans le cas où il est instauré en remplacement des aides de l’État (dont le niveau est insuffisant, comme le confirment les analyses de l'Observatoire national de la pauvreté et de l'exclusion sociale et de la Direction de la Recherche, des Études, de l'Évaluation et des Statistiques)[réf. nécessaire].

Le collectif repose son argumentaire sur le rôle du travail et sur le constat que le travail n'est pas en voie de disparition, comme le laisserait supposer le besoin d'instauration du revenu de base. La solution avancée repose sur trois piliers : l'instauration de la garantie d'un revenu pour tous dès l'âge de dix-huit ans (avec référence aux articles 5 et 11 du Préambule de la Constitution du 27 octobre 1946), la diminution du temps de travail et la reconversion de la production pour assurer la transition écologique et sociale.
« Le premier pilier instaure la garantie d'un revenu pour tous, dès l'âge de 18 ans. Ce revenu, sous condition de ressources, bénéficierait à tous les demandeurs d'emploi et à tous ceux qui sont engagés dans un parcours d'insertion, de telle sorte que personne ne connaisse au cours de sa vie une interruption de revenu indépendamment de sa volonté ».
« Le troisième pilier est celui de la transition sociale, écologique et féministe. Il passe par la transformation du système productif en sorte de répondre aux besoins sociaux (notamment en développant les services publics). Cette transformation nécessite simultanément de renforcer les droits des travailleurs dans les entreprises et les administrations publiques ».

### La gratuité plutôt que le revenu de base
Le politologue Paul Ariès défend la gratuité plutôt que le revenu universel, qui présente un coût important, un mécanisme difficile à pérenniser en monétisant tous les aspects de la vie et le fait de rester dans le système économique actuel. En outre la gratuité serait plus égalitaire et protégerait mieux les ressources, si accompagnée d'une éducation au respect des ressources et des services.

### Autres alternatives
Le sociologue Mateo Alaluf revendique une critique « de gauche » contre toute allocation universelle. Il avance que « remplacer un système de protection sociale financé principalement par les cotisations et reposant sur la solidarité salariale par une rente versée par l'État et financée par la fiscalité apparaît comme une machine de guerre contre l'État social » et précariserait l'emploi, ce qui explique le rejet de cette proposition par les syndicats de salariés.

### Autres critiques
D'autres critiques soulignent qu'un revenu de base inconditionnel pourrait inciter à une immigration accrue, critiquant le fait qu'un revenu de base inconditionnel redistribuerait une proportion élevée du revenu national.
Heiner Flassbeck, économiste et ancien secrétaire d'État au ministère fédéral des Finances allemand, estime que le revenu universel « met en marche une machine à redistribution insensée ». Christoph Butterwegge commente : « Qu'est-ce qui est juste quand un milliardaire reçoit le même montant que l'éboueur ? Ceux qui veulent parvenir à plus de justice sociale ont besoin d'un État providence fort qui offre un soutien financier à ceux qui en ont besoin, mais pas aux riches. Pour faire la différence entre les deux groupes, il faut une bureaucratie d'État qui s'efforce d'obtenir une justice fondée sur les besoins. Si un revenu de base était mis en place, les néo-libéraux auraient atteint leur objectif principal : briser l'État-providence et créer une voie libre pour le marché ».
La Stiftung Marktwirtschaft, un groupe de réflexion économiquement libéral, a qualifié le revenu de base inconditionnel de « promesse insoutenable » et a donné, entre autres, les raisons suivantes : Les jeunes et les enfants, en particulier ceux issus de milieux socialement défavorisés, pourraient être aveuglés par ce revenu de base et négliger leur propre éducation et qualification. Si le système de sécurité sociale devait être remplacé, le principe de performance équitable ne s'appliquerait plus. Un tel changement de système nécessiterait de longues périodes de transition en raison de la protection des droits à pension en vertu du droit des biens. Un revenu de base inconditionnel lié à la résidence principale aurait également un « immense attrait » pour les personnes vivant dans d'autres États de l'UE et entraînerait des flux migratoires considérables. Une limitation du revenu de base afin de prévenir les « flux migratoires induits par le revenu de base » pourrait être mise en œuvre vis-à-vis des pays tiers, mais entrerait facilement en conflit avec le droit européen et le droit à la libre circulation garanti par celui-ci.

## Théoriciens
- Jean Louis Vivès (1492-1540), De l'assistance aux pauvres
- John Locke (1632-1704), Second traité du gouvernement civil (1690)
- Thomas Paine (1737-1809), La Justice agraire… (1797)
- Pierre Kropotkine (1842-1921), La Conquête du pain (1892)
- Jacques Duboin (1878-1975), Les Yeux ouverts (1955)
- Erich Fromm, De la désobéissance et autres essais (1982) avec "Aspects psychologiques de la garantie des ressources" (1966)
- James Meade (1907-1995)
- André Gorz (1923-2007), Pour un revenu inconditionnel suffisant (2002)
- François Flahault (1943-), Où est passé le bien commun ? (2011)
- Alain Caillé (1944-), Le Convivialisme en dix questions (2015)[171]
- Philippe Van Parijs (1951-), Pourquoi faut-il nourrir les surfeurs ? La défense libérale d'un revenu de base inconditionnel (2017)
- Mark Hunyadi (1960-)[172], Tyrannie des modes de vie (2015)
- Antonella Corsani